# Sleeping satellite
«Sleeping satellite» (en castellano: Satélite durmiente) es una canción de Tasmin Archer. Fue el primer sencillo de su álbum debut Great Expectations. Alcanzó el #1 en el Reino Unido convirtiéndose en el sencillo número 681 en ocupar esa posición en la historia del ranking británico.

## Historia
Sleeping satellite se lanzó el 31 de agosto de 1992 y rápidamente ocupó el #1 en el Reino Unido, desplazando a Ebeneezer Goode de The Shamen. Se mantuvo en el podio por dos semanas hasta ser destronado por End of the Road de Boyz II Men.
En Estados Unidos, la canción también gozó de popularidad alcanzando colarse dentro del Billboard Modern Rock Tracks la última semana de febrero de 1993, logrando su máxima posición y llegando al #11. Fue su mejor desempeño en los listados norteamericanos hasta el mes de abril, en el que el sencillo entró en el Billboard Under Hot 100 Singles, un listado de 25 canciones que se encuentran por debajo del Billboard Hot 100. En el período mayo/junio de ese año, Sleeping satellite se metió en varios sub-charts estadounidense y pudo alcanzar el #29 en el Hot 100 Airplay, #16 en el Top 40 Mainstream y #24 en el Adult Contemporary. Todo ello desplazó la canción a lograr la máxima posición de #32 dentro del Billboard Hot 100.
En cuanto al resto del mundo, especialmente en Europa, también hubo buenos resultados, top 5 en Suecia y Suiza, #6 en Francia y #14 en Australia.
Las letras de Sleeping Satellite hacen referencia a la llegada del hombre a la luna en los desembarques de 1969 y principios de 1970, Archer se pregunta "Did we fly to the moon too soon?" (¿No volamos a la luna demasiado pronto?) entre otras cuestiones durante la canción.
- Aunque fue escuchada por primera vez en 1992, Archer y sus coescritores escribieron la canción a finales del decenio de 1980, pero fue sólo cuando Archer obtuvo contrato discográfico que la canción vio la luz.
- Cuatro instrumentos se utilizaron en la grabación de Sleeping Satellite, John Hughes y McIntosh tocaron las guitarras en la canción mientras que John Beck y Paul Wickens fueron los tecladistas. El baterista en la pista fue Charlie Morgan, mientras que Gary Maughan los sintetizadores.
- Los coros estuvieron a cargo de Archer junto con Tessa Niles y Carol Kenyon.
- Sleeping Satellite es el mayor éxito hasta la fecha de Archer, su único Top 10, y su única canción lanzada en los EE. UU. Sin embargo, ha tenido otros hits dentro del Top 40 en el Reino Unido y sigue lanzando material.

## Versiones
- 2011: Kim Wilde grabó la canción para su disco de versiones Snapshots, y la publicó como primer sencillo junto a "It's Alright".

## Posicionamiento en listas
| Lista (1992)                        | Mejor posición |
| ----------------------------------- | -------------- |
| Alemania (Media Control Charts)     | 12             |
| Australia (ARIA)                    | 14             |
| Austria (Ö3 Austria Top 40)         | 11             |
| Bélgica (VRT Top 30)                | 9              |
| Estados Unidos (Billboard Hot 100)  | 32             |
| Estados Unidos (Adult Contemporary) | 24             |
| Estados Unidos (Top 40 Mainstream)  | 16             |
| Estados Unidos (Modern Rock Tracks) | 12             |
| Francia (SNEP)                      | 6              |
| Irlanda (Irish Singles Chart)       | 1              |
| Italia (Italian Singles Chart)      | 3              |
| Nueva Zelanda (Recorded Music NZ)   | 12             |
| Países Bajos (Dutch Top 40)         | 9              |
| Reino Unido (UK Singles Chart)      | 1              |
| Suecia (Sverigetopplistan)          | 4              |
| Suiza (Schweizer Hitparade)         | 5              |

### Sucesión en listas
| Anterior: «Ebeneezer Goode» de The Shamen | UK Singles Chart — Sencillo número uno 11 de octubre de 1992 — 24 de octubre de 1992     | Siguiente: «End of the Road» de Boyz II Men |
| Anterior: «Ebeneezer Goode» de The Shamen | Irish Singles Chart — Sencillo número uno 16 de octubre de 1992 — 5 de noviembre de 1992 | Siguiente: «End of the Road» de Boyz II Men |